# Championnats des États-Unis d'athlétisme en salle 2018
Navigation
2017 2019
Les championnats des États-Unis d'athlétisme en salle 2018 se déroulent du 16 au 18 février 2018 à l'Albuquerque Convention Center (en) d'Albuquerque, aux États-Unis. La compétition détermine les champions d'athlétisme séniors et juniors des États-Unis en salle.

## Enjeux
La compétition consacre les meilleurs athlètes américains en salle, mais sert également de sélection pour les championnats du monde en salle 2018 se déroulant du 1er au 4 mars 2018 à Birmingham, au Royaume-Uni. Les deux meilleurs athlètes de chaque épreuve se qualifient pour les mondiaux à condition de réaliser les minima de qualification (entry standards) décidés par l'IAAF. Plusieurs athlètes américains, dont la plupart participent à ces championnats nationaux, sont qualifiés d'office pour les championnats du monde en salle en bénéficiant d'une wild card de la part des organisateurs du fait de leur statut de tenant du titre. Il s'agît chez les hommes de Trayvon Bromell  (60 m), Boris Berian (800 m), Matthew Centrowitz (1 500 m) et Marquis Dendy (saut en longueur), et chez les femmes de Michelle Carter (lancer du poids), Brittney Reese  (saut en longueur), Barbara Pierre (60 m), Nia Ali  (60 m haies), Vashti Cunningham  (saut en hauteur) et Jenn Suhr (saut à la perche).

## Résultats

### Hommes
| Épreuves         | Or                            | Argent                             | Bronze                              |
| 60 m             | Christian Coleman 6 s 34 WR   | Ronnie Baker 6 s 40                | Michael Rodgers 6 s 50              |
| 400 m            | Michael Cherry 45 s 53        | Aldrich Bailey 45 s 59             | Vernon Norwood 45 s 60              |
| 800 m            | Donavan Brazier 1 min 45 s 10 | Drew Windle 1 min 46 s 29          | Erik Sowinski 1 min 47 s 02         |
| 1 500 m          | Paul Chelimo 3 min 42 s 91    | Ben Blankenship 3 min 43 s 09      | Craig Engels 3 min 43 s 29          |
| 3 000 m          | Paul Chelimo 7 min 57 s 88    | Shadrack Kipchirchir 7 min 58 s 42 | Ryan Hill 7 min 58 s 69             |
| 60 m haies       | Jarret Eaton 7 s 43           | Aries Merritt 7 s 46               | Devon Allen 7 s 49                  |
| 3 000 m marche   | Nick Christie 12 min 09 s 96  | Emmanuel Corvera 12 min 24 s 10    | Alexander Bellavance 12 min 30 s 04 |
| Saut en hauteur  | Erik Kynard 2,30 m            | Jeron Robinson 2,27 m              | Ricky Robertson 2,24 m              |
| Saut à la perche | Scott Houston 5,83 m          | Sam Kendricks 5,78 m               | Mike Arnold 5,78 m                  |
| Saut en longueur | Jarrion Lawson 8,38 m         | Marquis Dendy 8,22 m               | Michael Hartfield 8,18 m            |
| Triple saut      | Will Claye 17,28 m            | Chris Carter 17,20 m               | Omar Craddock 17,11 m               |
| Lancer du poids  | Ryan Whiting 20,65 m          | Darrell Hill 20,02 m               | Jon Jones 19,93 m                   |
| Heptathlon       | Jeremy Taiwo 5 935 points     | Wolf Mahler 5 923 points           | Devon Williams 5 842 points         |

### Femmes
| Épreuves         | Or                                 | Argent                          | Bronze                       |
| 60 m             | Javianne Oliver 7 s 02             | Destiny Carter 7 s 19           | Teahna Daniels 7 s 22        |
| 400 m            | Courtney Okolo 51 s 16             | Shakima Wimbley 51 s 17         | Phyllis Francis 51 s 19      |
| 800 m            | Ajee Wilson 2 min 01 s 60          | Raevyn Rogers 2 min 01 s 74     | Kaela Edwards 2 min 02 s 77  |
| 1 500 m          | Shelby Houlihan 4 min 13 s 07      | Colleen Quigley 4 min 13 s 21   | Shannon Osika 4 min 13 s 60  |
| 3 000 m          | Shelby Houlihan 9 min 00 s 08      | Katie Mackey 9 min 01 s 68      | Emma Coburn 9 min 01 s 85    |
| 60 m haies       | Sharika Nelvis 7 s 70 AR           | Kendra Harrison 7 s 72          | Christina Manning 7 s 73     |
| 3 000 m marche   | Maria Michta-Coffey 13 min 00 s 53 | Miranda Melville 13 min 33 s 19 | Robyn Stevens 13 min 34 s 58 |
| Saut en hauteur  | Vashti Cunningham 1,97 m           | Inika McPherson 1,91 m          | Nicole Greene 1,88 m         |
| Saut à la perche | Katie Nageotte 4,91 m              | Sandi Morris 4,86 m             | Jenn Suhr 4,81 m             |
| Saut en longueur | Brittney Reese 6,88 m              | Quanesha Burks 6,65 m           | Jessie Gaines 6,47 m         |
| Triple saut      | Tori Franklin 14,15 m              | Andrea Geubelle 13,78 m         | Viershanie Latham 13,34 m    |
| Lancer du poids  | Daniella Hill 18,10 m              | Erin Farmer 17,98 m             | Jeneva Stevens 17,77 m       |
| Pentathlon       | Erica Bougard 4 760 points         | Kendell Williams 4 508 points   | Alex Gochenour 4 405 points  |